# Paulinus (Konsul 277)
Paulinus war ein römischer Senator. Er war im Jahr 277 zusammen mit Kaiser Probus ordentlicher Konsul.
Paulinus ist ansonsten unbekannt. Er ist vermutlich nicht mit den Prokonsul von Africa des Jahres 283, Lucius Iulius Paulinus, zu identifizieren, da der dazwischenliegende Zeitraum zu kurz erscheint. Eine Identifizierung mit Sextus Cocceius Anicius Faustus Paulinus, dem Prokonsul von Africa, zwischen 264 und 268, dürfte ebenfalls ausgeschlossen werden. Aufgrund der relativen Seltenheit des Cognomens Paulinus könnte es sich um dessen Sohn gehandelt haben. Er könnte dann der Bruder des Konsuls von 298, Marcus Iunius Caesonius Nicomachus Anicius Faustus Paulinus, gewesen sein.